# Kaarlo Maaninka
Kaarlo Maaninka (Posio, 1953. december 25. –) kétszeres olimpiai érmes finn atléta, hosszútávfutó.
Élete legnagyobb eredményeit a moszkvai olimpián érte el. Meglepetésre szerzett ezüst- és bronzérmét azok után sem vesztette el, hogy később elismerte, a felkészülése során többször kapott vérátömlesztést. Ez ugyanis akkor még nem számított tiltott dolognak.
Négyszer nyert finn bajnoki címet: 1978 és 1980 között háromszor nyert mezei futásban, 1979-ben 10 000 méteren is hazája bajnoka lett.

## Egyéni legjobbjai
- 1500 m: 3:46,80 (1980)
- 3000 m: 7:58,0 (1978)
- 5000 m: 13:22,00 (1980)
- 10 000 m: 27:44,28 (1980)
- Maraton: 2:19:28 (1978)